# Frederik Schmidt

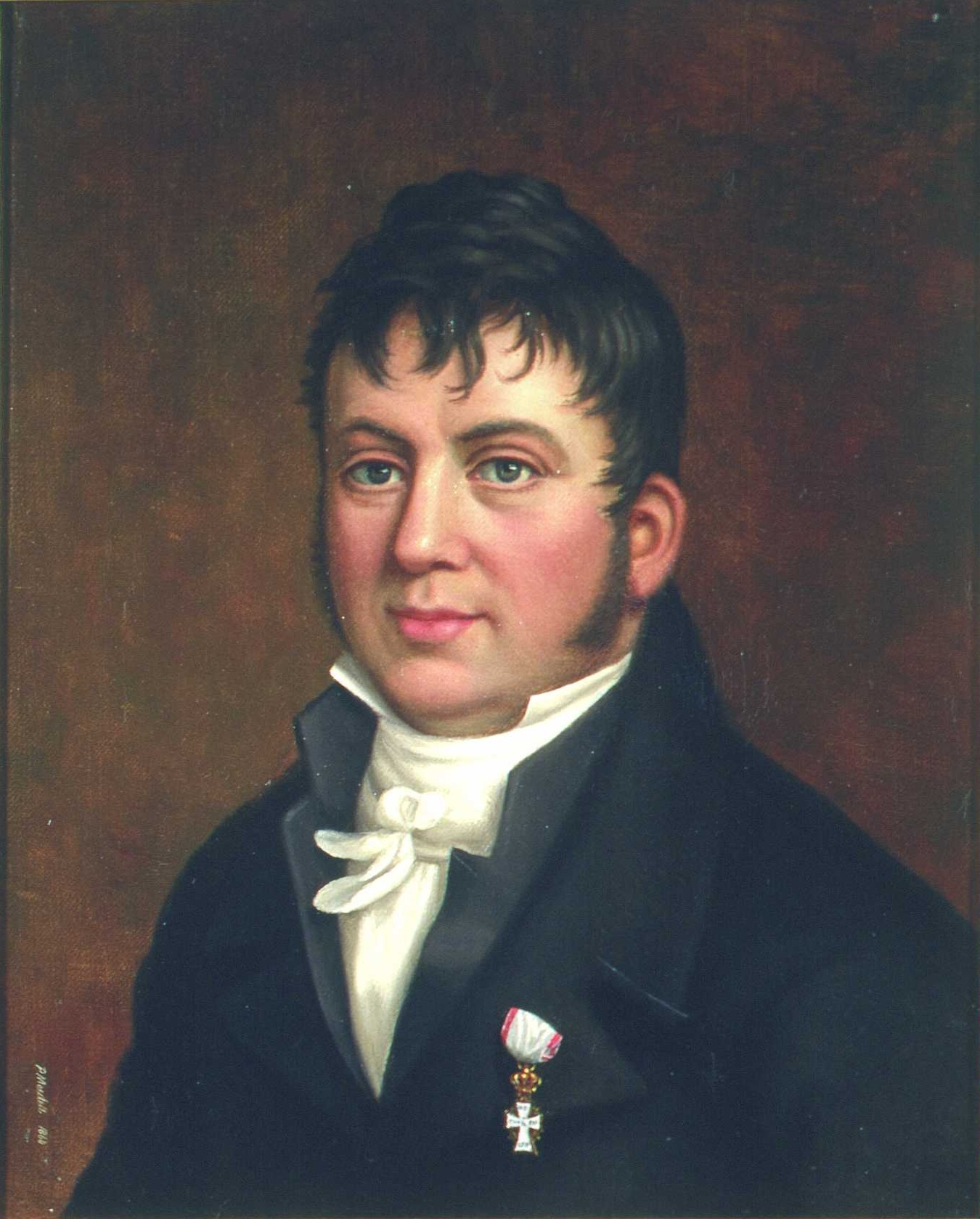
Frederik Schmidt.

Frederik Schmidt norsk-dansk teolog född 1771 i Asminderød i Danmark och död 1840 i Himmelev där han var kyrkoherde. Psalmförfattare representerad i danska Psalmebog for Kirke og Hjem och norska psalmböcker. Medlem av Riksförsamlingen på norska Eidsvoll.
Hans far, Christian Schmidt, blev 1773 biskop i Akershus stift och familjen flyttade till Oslo. Schmidt studerade teologi i Köpenhamn och blev teologie kandidat 1791. Han studerade vidare och avlade doktorsexamen 1824. Han arbetade som fängselspräst i Oslo, sockenpräst i Eiker och från 1808 som kyrkoherde i Kongsberg. Schmidt var upplysningsteolog, och verksam inom utbildning och social omsorg.
Han var representant för Buskerud Amt vid riksförsamlingen i Eidsvoll, och var medlem i konstitutionskommittéen. Schmidt räknades till självständighetspartiet. Han var medlem i det första norska stortinget.
Schmidt flyttade till Danmark i samband med unionsförändringarna med Sverige. I Danmark fick han högt anseende som psalmdiktare.